# Maria Josepha von Bayern

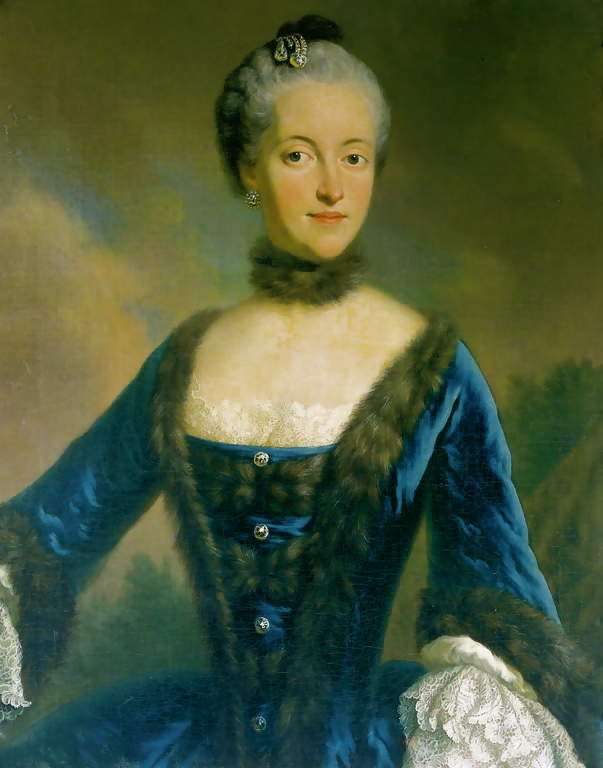
Maria Josepha von Bayern, zweite Ehefrau von Kaiser Joseph II.

Maria Josepha Antonia Walburga Felizitas Regula, Prinzessin von Bayern und Böhmen (* 20. März 1739 in München; † 28. Mai 1767 in Wien) war die Tochter des römisch-deutschen Kaisers und bayerischen Kurfürsten Karl Albrecht und dessen Gemahlin Maria Amalie von Österreich, einer Tochter Kaiser Josephs I. Durch die Heirat mit Joseph II. wurde sie 1765 selbst Kaiserin.

## Biografie
Der römisch-deutsche König Joseph, Sohn von Kaiser Franz Stephan und der Maria Theresia von Österreich, wollte nach dem frühen Tod seiner geliebten ersten Frau Isabella von Bourbon-Parma († 27. November 1763) nicht mehr heiraten und wählte nur auf Druck seiner Mutter die bayerische Prinzessin Maria Josepha, seine Cousine 2. Grades, zu seiner zweiten Gattin. Die Heirat fand am 23. Januar 1765 in Schloss Schönbrunn statt. Zu den nachfolgenden Hochzeitsfeierlichkeiten gehörte u. a. die Uraufführung der Oper Telemaco von Christoph Willibald Gluck im Burgtheater. Maria Josepha war damals 25 Jahre alt, und sie avancierte noch im Jahr ihrer Eheschließung zur Kaiserin, als ihr Gemahl nach dem Tod seines Vaters Franz Stephan († 18. August 1765) als Joseph II. neuer Kaiser und Mitregent seiner Mutter wurde.
Die Ehe Josephs II. mit der zwei Jahre älteren Maria Josepha war nicht glücklich. Der Kaiser beschrieb seine ‚Gemahlin als „kleine und dicke Gestalt“ mit „hässlichen Zähnen“. Allerdings gab er zu, dass Maria Josepha eine „vorwurfsfreie Frau“ sei, die ihn liebe und die er wegen ihrer guten Eigenschaften schätze und dass er darunter leide, seine zweite Frau nicht lieben zu können. Wahrscheinlich wurde die Ehe der beiden nie vollzogen. Joseph mied das gemeinsame Schlafzimmer und ließ sogar den gemeinsamen Balkon in Schloss Schönbrunn abteilen, um seine Frau nicht sehen zu müssen.

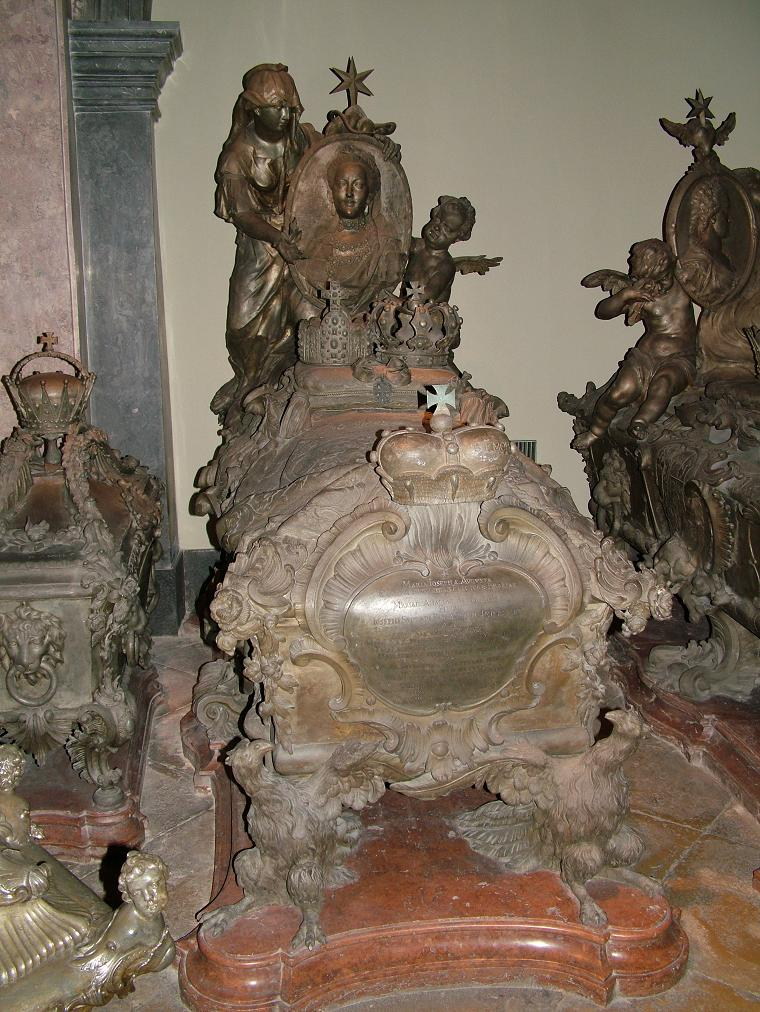
Grab der Maria Josepha in der Kapuzinergruft

Als 1767 eine schwere Pockenepidemie ausbrach, fiel Maria Josepha nach nur zwei Jahren Ehe – wie schon früher ihre Vorgängerin Isabella – dieser gefährlichen Infektionskrankheit zum Opfer. Joseph II. hatte nicht an ihrem Bett geweilt, sondern sich bei seiner ebenfalls an den Pocken erkrankten Mutter Maria Theresia aufgehalten, die überlebte. Sobald die junge Kaiserin in ihrem 29. Lebensjahr verstorben war, wurde ihr Leichnam aufgrund seines grauenhaften Zustandes eingenäht und verdeckt auf einem Katafalk ausgestellt. Maria Josepha wurde in der Wiener Kaisergruft bestattet, Joseph II. nahm an ihrer Beisetzung nicht teil.
Nur noch einmal spielte die ungeliebte Kaiserin für ihren Mann Joseph II. eine Rolle, als dieser 1778/1779 Ansprüche auf große Teile Kurbayerns erhob und sich unter anderem auf seine Ehe mit der bayerischen Maria Josepha berief, was schließlich in den Bayerischen Erbfolgekrieg mündete, in dem die Habsburger nur das Bayerische Innviertel gewinnen konnten.

## Ahnentafel
| Ahnentafel von Maria Josepha von Bayern | Ahnentafel von Maria Josepha von Bayern                                                                | Ahnentafel von Maria Josepha von Bayern                                                               | Ahnentafel von Maria Josepha von Bayern                                                                          | Ahnentafel von Maria Josepha von Bayern                                                                          | Ahnentafel von Maria Josepha von Bayern                                                     | Ahnentafel von Maria Josepha von Bayern                                                                     | Ahnentafel von Maria Josepha von Bayern                                                                           | Ahnentafel von Maria Josepha von Bayern                                                                           |
| --------------------------------------- | --- | --- | --- | --- | ------------------------------------------------------------------------------------------- | --- | --- | --- |
| Ururgroßeltern                          | Kurfürst Maximilian I. von Bayern (1573–1651) ⚭ 1635 Erzherzogin Maria Anna von Österreich (1610–1665) | Herzog Viktor Amadeus I. von Savoyen (1587–1637) ⚭ 1619 Christina von Frankreich (1606–1663)          | Jakub Sobieski (1590–1646) ⚭ 1627 Zofia Teofillia Daniłowicz (1607–1661)                                         | Henri de la Grange d’Arquien (1613–1707) ⚭ Françoise de la Châtre                                                | Kaiser Ferdinand III. (1608–1657) ⚭ 1631 Maria Anna von Spanien (1606–1646)                 | Kurfürst Philipp Wilhelm von der Pfalz (1615–1690) ⚭ 1653 Elisabeth Amalie von Hessen-Darmstadt (1635–1709) | Georg Fürst von Calenberg (1582–1641) ⚭1617 Anna Eleonore von Hessen-Darmstadt (1601–1659)                        | Eduard von der Pfalz (1625–1663) ⚭ 1645 Anna Gonzaga (1616–1684)                                                  |
| Urgroßeltern                            | Kurfürst Ferdinand Maria von Bayern (1636–1679) ⚭ 1652 Henriette Adelheid von Savoyen (1636–1676)      | Kurfürst Ferdinand Maria von Bayern (1636–1679) ⚭ 1652 Henriette Adelheid von Savoyen (1636–1676)     | König Johann III. Sobieski von Polen (1629–1696) ⚭ 1665 Marie Casimire Louise de la Grange d’Arquien (1641–1716) | König Johann III. Sobieski von Polen (1629–1696) ⚭ 1665 Marie Casimire Louise de la Grange d’Arquien (1641–1716) | Kaiser Leopold I. (1640–1705) ⚭ 1676 Eleonore Magdalene von Pfalz-Neuburg (1655–1720)       | Kaiser Leopold I. (1640–1705) ⚭ 1676 Eleonore Magdalene von Pfalz-Neuburg (1655–1720)                       | Johann Friedrich Herzog von Braunschweig-Lüneburg (1625–1679) ⚭1668 Benedicta Henriette von der Pfalz (1652–1730) | Johann Friedrich Herzog von Braunschweig-Lüneburg (1625–1679) ⚭1668 Benedicta Henriette von der Pfalz (1652–1730) |
| Großeltern                              | Kurfürst Maximilian II. Emanuel von Bayern (1662–1726) ⚭ 1695 Therese Kunigunde von Polen (1676–1730)  | Kurfürst Maximilian II. Emanuel von Bayern (1662–1726) ⚭ 1695 Therese Kunigunde von Polen (1676–1730) | Kurfürst Maximilian II. Emanuel von Bayern (1662–1726) ⚭ 1695 Therese Kunigunde von Polen (1676–1730)            | Kurfürst Maximilian II. Emanuel von Bayern (1662–1726) ⚭ 1695 Therese Kunigunde von Polen (1676–1730)            | Kaiser Joseph I. (1678–1711) ⚭ 1699 Wilhelmine Amalie von Braunschweig-Lüneburg (1673–1742) | Kaiser Joseph I. (1678–1711) ⚭ 1699 Wilhelmine Amalie von Braunschweig-Lüneburg (1673–1742)                 | Kaiser Joseph I. (1678–1711) ⚭ 1699 Wilhelmine Amalie von Braunschweig-Lüneburg (1673–1742)                       | Kaiser Joseph I. (1678–1711) ⚭ 1699 Wilhelmine Amalie von Braunschweig-Lüneburg (1673–1742)                       |
| Eltern                                  | Kaiser Karl VII. (1697–1745) ⚭ 1722 Maria Amalia von Österreich (1701–1756)                            | Kaiser Karl VII. (1697–1745) ⚭ 1722 Maria Amalia von Österreich (1701–1756)                           | Kaiser Karl VII. (1697–1745) ⚭ 1722 Maria Amalia von Österreich (1701–1756)                                      | Kaiser Karl VII. (1697–1745) ⚭ 1722 Maria Amalia von Österreich (1701–1756)                                      | Kaiser Karl VII. (1697–1745) ⚭ 1722 Maria Amalia von Österreich (1701–1756)                 | Kaiser Karl VII. (1697–1745) ⚭ 1722 Maria Amalia von Österreich (1701–1756)                                 | Kaiser Karl VII. (1697–1745) ⚭ 1722 Maria Amalia von Österreich (1701–1756)                                       | Kaiser Karl VII. (1697–1745) ⚭ 1722 Maria Amalia von Österreich (1701–1756)                                       |
| Maria Josepha von Bayern                | | | | |                                                                                             | | | |